# أبو الحسن الدامغاني
وهو قاضي القضاة أبو الحسن علي ابن قاضي القضاة محمد بن علي الدامغاني الحنفي ، ولد في بغداد في شهر رجب من عام 446هـ/1054م، وتفقه على أبيه وعلماء عصره، ثم ولي القضاء في باب الطاق وله عشرون عاماً، ثم ولي قضاء القضاة في زمن أربعة من الخلفاء العباسيين: (المستظهر والمسترشد والراشد والمستنجد).
ودام في وظيفته قاضياً لمدة أربعة وعشرون عاماً، وكان ذا رأي وحزم، وكان سخياً وذو هيبة بين الناس، ولقد روى الحديث عن أبيه وعن أبي محمد الصريفيتي، وجماعة آخرون.
وقام بالتدريس بالقطيعة في مسجد أبي عبد الله الجرجاني.

## وفاته
توفي أثر مرض عضال حيث وصف له الأطباء دواءً لم ينفعه وصار يتألم أواخر حياته وهو يقول قول الشاعر أبي الحسن التهامي:
توفي في 14 محرم عام 513هـ/1119م، ودفن في مشهد أبي حنيفة في مقبرة الخيزران في بغداد.